# اتهام سوءاستفاده جنسی وودی آلن

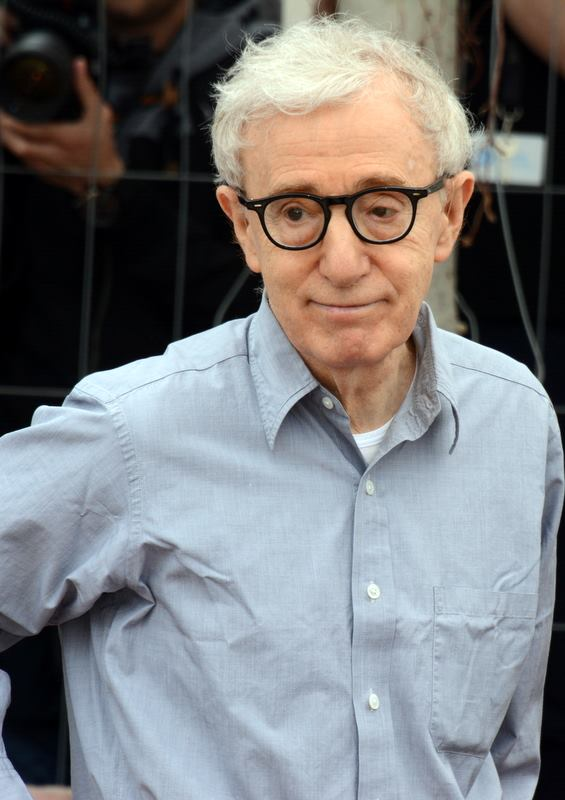
وودی آلن در سال ۲۰۱۶

وودی آلن فیلم‌ساز آمریکایی است که در اوت ۱۹۹۲ از سوی دختر خوانده‌اش دیلن فارو (که در آن زمان هفت ساله بود) به سوءاستفاده جنسی در خانه مادر خوانده‌اش، بازیگر میا فارو متهم شد. آلن بارها این اتهام را رد کرده است.
هنگامی که این ادعا مطرح شد، آلن و میا فارو ۱۲ سال با هم در رابطه بودند و سه فرزند داشتند: دو فرزندخوانده، دیلن و موزس، و یک فرزند بیولوژیک، ساچل (که اکنون به نام رونان فارو شناخته می‌شود). ادعا می‌شود که این آزار جنسی هشت ماه پس از اینکه فارو فهمید آلن با یکی دیگر از دختران خوانده‌اش، سون-یی پره‌وین (که در سال ۱۹۹۷ با آلن ازدواج کرد) رابطه جنسی داشته، رخ داده است. پره‌وین دانشجوی سال نخست دوره لیسانس بود و ۲۱ سال داشت که فارو در نهایت متوجه این رابطه شد. آلن ادعا کرد که این رابطه باعث شد فارو ادعای آزار جنسی را به‌عنوان اقدامی انتقام‌جویانه جعل کند. دادستان ناحیه‌ای ایالت کنتیکت این ادعا را بررسی کرد اما کسی را متهم نکرد. پلیس ایالت کنتیکت دیلن را به کلینیک کودک‌آزاری جنسی در بیمارستان ییل-نیو هاون ارجاع داد، و به این نتیجه رسید که آلن از دیلن سوءاستفاده جنسی نکرده است و احتمالاً این اتهام تحت تأثیر میا فارو بوده است. مؤسسه خدمات اجتماعی نیویورک هیچ دلایل محکمی برای تأیید این ادعا پیدا نکرد.
آلن در پاسخ به این ادعا از فارو بابت حضانت تک‌نفرهٔ دیلن، ساچل و موزس شکایت کرد. آلن در ژوئن ۱۹۹۳ پرونده را باخت، اگرچه قاضی موافقت کرد که ادعای سوءاستفاده جنسی همچنان ثابت نشده است. ملاقات با دیلن به مدت شش ماه به حالت تعلیق درآمد تا اینکه دیلن از آنچه در طول پرونده حضانت اولیه متحمل شده بود بهبود یافت. آلن تحت نظارت محدود با ساچل دیدار کرد. موزس که نوجوان بود، اجازه داشت خودش تصمیم بگیرد. این تصویب‌نامه در سال ۱۹۹۴ و ۱۹۹۵ در دادگاه تجدید نظر تأیید شد.
دیلن چندین بار در بزرگسالی این ادعا را بازگو کرده است، هرچند با تغییراتی در روایت سالِ ۱۹۹۲ میا. نخستین اظهار نظر عمومی میا در مصاحبهٔ سال ۲۰۱۳ با مورین اورث برای ونتی فر بود. پس از آن نامهٔ سرگشاده‌ای در نیویورک تایمز در سال ۲۰۱۴ و مقاله‌ای از لس آنجلس تایمز در دسامبر ۲۰۱۷ منتشر شد. آلن همچنین در مقاله‌ای از نیویورک تایمز و در سال ۲۰۱۸ در بیانیه‌ای به سی‌بی‌اس نیوز به‌طور علنی در مورد این ادعا صحبت کرده و هر بار آن را رد کرده است. میا توسط دو فرزندش، موزس و سون-یی به کودک‌آزاری متهم شد. همچنین سون-یی او را به ادعاهای نادرست و «شستشوی مغزی» دیلن متهم کرده است. در نامه‌ای به سال ۲۰۱۸، موزس که احساس می‌کرد نظاره‌گر دقیق دیلن در بعدازظهر روزی بود که گفته می‌شود فارو مورد آزار و اذیت قرار گرفته و خودش در آن زمان ۱۴ سال داشت، به‌طور دقیق توضیح داد که چرا معتقد است این ادعا نادرست است و حمایت به اجبار خود از میا را بزرگ‌ترین اشتباه در زندگی‌اش توصیف کرد. او در توییتی نوشت: «خیلی زیاد دیدم که مادرم سعی می‌کند او را متقاعد کند که مورد آزار و اذیت قرار گرفته است—و این کار هم مؤثر بوده است».